# Copa Arena México (1999)

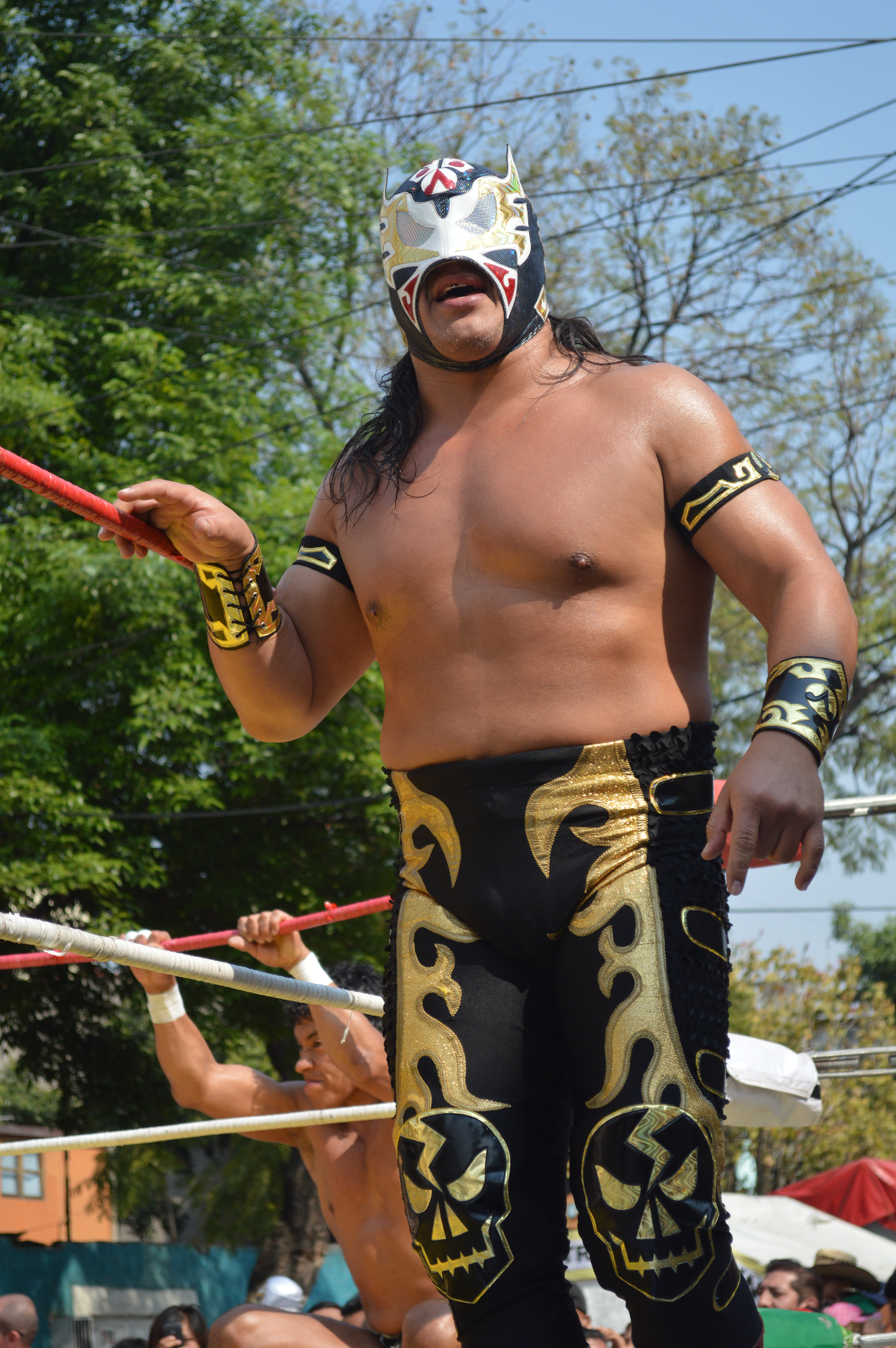
Último Guerrero, parte del equipo ganador del torneo.

La Copa Arena México 1999 fue la primera edición de la Copa Arena México, un torneo de tríos de lucha libre profesional producido por el Consejo Mundial de Lucha Libre. Tuvo lugar el 10 de diciembre de 1999 desde la Arena México en México, Distrito Federal.

## Resultados
|  | Semifinales                              | Semifinales                              | Semifinales                              |  |                                       | Final                                 | Final | Final |  |
|  |                                          |                                          |                                          |  |                                       |                                       |       |       |  |
|  |                                          |                                          |                                          |  |                                       |                                       |       |       |  |
|  | Negro Casas El Felino Antifaz            |                                          |                                          |  |                                       |                                       |       |       |  |
|  |                                          |                                          |                                          |  |                                       |                                       |       |       |  |
|  | Satánico Último Guerrero Rey Bucanero    | Satánico Último Guerrero Rey Bucanero    | W                                        |  |                                       |                                       |       |       |  |
|  | Satánico Último Guerrero Rey Bucanero    | Satánico Último Guerrero Rey Bucanero    | W                                        |  | Satánico Último Guerrero Rey Bucanero | Satánico Último Guerrero Rey Bucanero | W     |       |  |
|  |                                          |                                          |                                          |  | Satánico Último Guerrero Rey Bucanero | Satánico Último Guerrero Rey Bucanero | W     |       |  |
|  |                                          |                                          | Emilio Charles Jr. Mr. Niebla Tarzan Boy |  |                                       |                                       |       |       |  |
|  | Emilio Charles Jr. Mr. Niebla Tarzan Boy | Emilio Charles Jr. Mr. Niebla Tarzan Boy | W                                        |  |                                       |                                       |       |       |  |
|  | Emilio Charles Jr. Mr. Niebla Tarzan Boy | Emilio Charles Jr. Mr. Niebla Tarzan Boy | W                                        |  |                                       |                                       |       |       |  |
|  | Bestia Salvaje Scorpio Jr. Shocker       |                                          |                                          |  |                                       |                                       |       |       |  |
|  |                                          |                                          |                                          |  |                                       |                                       |       |       |  |
|  |                                          |                                          |                                          |  |                                       |                                       |       |       |  |